# Eixos Nacionais de Integração e Desenvolvimento
Os Eixos Nacionais de Integração e Desenvolvimento (ENID) foram parte do Programa Brasil em Ação no que tange à matriz de investimentos em infraestrutura para regiões delimitadas a partir de importantes fluxos de escoamento de produtos nacionais, uma releitura e ampliação do Programa de Integração Nacional. Esses eixos foram propostos com a justificativa de equilibrar o desenvolvimento regional e de promover a distribuição de riqueza; além de integrar as regiões por meio de plataformas eficientes que possibilitassem maior competitividade no mercado internacional.

## Diretrizes
Suas principais diretrizes foram: 
- Complementaridade regional por meio de investimentos que proporcionassem o desenvolvimento e a redução das disparidades regionais;
- Desconcentração para criar novos espaços econômicos;
- Participação do setor privado;
- Fortalecimento das relações internacionais com a América Latina e, principalmente com o Mercosul;
- Fortalecimento institucional pelos instrumentos de financiamento;
- Desenvolvimento local integrado a partir da sua influência no âmbito urbano;
- Fomento do setor de serviços;
- e o incentivo e integração das infraestruturas econômicas às redes de infraestrutura social e recursos hídricos.

Ao longo desse processo, os eixos foram considerados o principal instrumento de dinamização territorial e abordaram as infraestruturas econômicas, de informação e conhecimento, de desenvolvimento social e de meio ambiente. E, como estratégia de atração de investimentos, tornaram-se uma ação pública a partir da provisão de recursos públicos e privados para irradiar o desenvolvimento.

## Componentes
Para o estabelecimento dos Eixos de Integração e Desenvolvimento foram eleitas quatro variáveis que os caracterizariam: 
- A malha multimodal de transportes - toda a infraestrutura viária existente, incluindo todos os meios de transporte disponíveis, tais como: rodovias, ferrovias, hidrovias interior, portos marítimos e fluviais, cabotagem, transporte marítimo, terminais de transbordo etc.
- A hierarquia funcional das cidades - a variável chave é a força centrípeta dos diversos centros urbanos em virtude das facilidades econômicas e sociais oferecidas.
- Identificação dos centros dinâmicos - a variável principal que foi levada em consideração foi a potencialidade de expansão econômica ali existente.
- Os ecossistemas existentes no País -  analisados, segundo suas restrições e potencialidades.

Dadas estas variáveis condicionantes, o portfólio de oportunidades de investimentos deveria contribuir para a redução dos custos de produção de bens e serviços, para o fortalecimento da competitividade sistêmica da economia, para a diminuição do custo Brasil e para a redução das desigualdades sociais e regionais. Por outro lado, a concepção dos “Eixos” deveria estar centrada nos seguintes aspectos: portfólio de investimentos em infraestrutura econômica; desenvolvimento social; informação e conhecimento e meio-ambiente.

## Os nove eixos
O objetivo central foi estabelecer uma base física capaz de direcionar os investimentos públicos e privados atrelados a projetos específicos e afins a esses investimentos. Assim, foram definidos nove eixos que resultaram em nove delimitações de regiões: 
- Eixo de Integração Sul;
- Eixo de Integração Sudoeste;
- Rede Sudeste;
- Eixo de Integração do São Francisco;
- Eixo de Integração Araguaia-Tocantins;
- Eixo de Integração Oeste;
- Eixo de Integração Transnordestino;
- Eixo de Integração Madeira-Amazonas;
- Eixo de Integração Arco Norte.